# Istoria Rusiei
Istoria Rusiei începe cu istoria slavilor de răsărit, grupul etnic din care s-au născut mai târziu rușii, ucrainenii și belarușii. Primul stat al slavilor de răsărit, Rusia Kieveană, a adoptat creștinismul sub influența Imperiului Bizantin în 988, începând astfel sinteza dintre cultura slavă și cea bizantină, care avea să definească cultura rusă pentru următoarele șapte secole. Rusia Kieveană a dispărut până în cele din urmă ca stat, lăsând în urmă mai multe state aflate în competiție pentru dreptul de a se numi moștenitori ai culturii și poziției dominante. După secolul al XIII-lea, Marele Ducat al Moscovei a ajuns să domine fostul centru cultural și politic, Kievul. În secolul al XVIII-lea, Principatul Moscovei s-a transformat în Imperiul Rus, care se întindea din Polonia până la Oceanul Pacific. Expansiunea către vest a imperiului i-a făcut pe conducătorii țării din ce în ce mai conștienți de marea lor rămânere în urmă  și a distrus izolarea țării în care au apărut primele etape ale cuceririlor. Regimurile care s-au succedat în secolul al XIX-lea au luat în seamă aceste presiuni printr-o combinație de reforme incomplete și represiune. Iobăgia din Rusia a fost abolită în 1861, dar eliberarea țăranilor a fost făcută în condiții nefavorabile pentru aceștia și a alimentat presiunile revoluționare. Între momentul eliberării iobagilor și cel al începerii primului război mondial din 1914, reformele lui Stolîpin, prima constituție rusă și alegerile pentru prima Dumă au adus schimbări importante în viața economică și politică a Rusiei, dar țarii nu au cedat puterile autocratice.
Înfrângerile militare și lipsurile alimentare au declanșat Revoluția rusă din 1917, aducându-i la putere pe bolșevici, care în scurtă vreme aveau să se reboteze comuniști. Între 1922 și 1991, istoria Rusiei s-a confundat practic cu istoria Uniunii Sovietice. URSS-ul a fost un imperiu bazat pe ideologia comunistă, având aproximativ aceleași granițe cu cele ale Imperiului Rus, care pierise în 1917 odată cu ultimul țar, Nicolae al II-lea. Din acest moment în continuare, conducerea Uniunii Sovietice s-a bazat pe sistemul politic al unui singur partid, cel al comuniștilor, (noul nume al bolșevicilor din martie 1918). Până în cele din urmă, până la sfârșitul deceniului al nouălea al secolului trecut, cum slăbiciunea structurilor economice și politice a devenit acută, s-au petrecut schimbări în economie și clasa conducătoare a țării, care nu au fost salvate de aceste modificări, ci i-au grăbit URSS-ului dezintegrarea.
Istoria Federației Ruse este scurtă, începând cu momentul prăbușirii Uniunii Sovietice la sfârșitul anului 1991. Rusia a continuat să existe ca stat pentru mai mult de o mie de ani, în timpul secolului al XX-lea fiind chiar inima Uniunii Sovietice. Din momentul în care și-a câștigat independența, Rusia a pretins a fi succesorul de drept al URSS-ului pe scena internațională. Totuși, Rusia a pierdut statutul de superputere și face eforturi mari pentru a abandona sistemul politic și economic socialist și al proprietății de stat asupra mijloacelor de producție. Rusia face eforturi, deseori dureroase, pentru edificarea unei economii capitaliste de piață. Se poate afirma, fără mari șanse de a greși, că Rusia de azi continuă să aibă legături economice și culturale cu predecesoarele sale, Imperiul Țarist și cu Uniunea Sovietică.

## Istoria timpurie

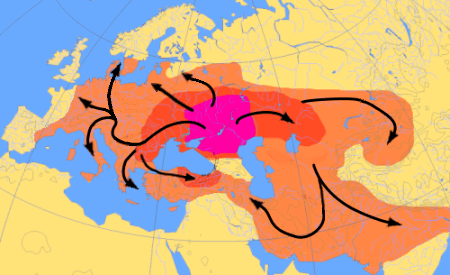
Ipoteza Kurgan: sudul Rusiei văzut ca urheimat al popoarelor indo-europene.

### Slavii estici timpurii
Strămoșii rușilor au fost triburile slave, ale căror tărâmuri natale sunt considerate de unii oameni de știință ca fiind zonă împădurită a mlaștinilor Pripet. Mutându-se în teritoriile eliberate prin migrație de triburile germanice, slavii răsăriteni au ocupat pământurile dintre Munții Carpați și râul Don. În acest teritoriu au ajuns sub influența creștinismului bizantin.  În timp ce Imperiul Bizantin trecea printr-un tot mai accentuat declin economic și politic, cultura sa continua să influențeze Rusia în timpul secolelor ei de maturizare. Cu timpul, slavii au intrat în contact cu numeroase grupuri etnice care trăiau alături de ei în câmpiile Europei răsăritene (Rusia, Ucraina, Belarus), cum ar fi sciții, sarmații și cimerienii (de origine tracă) dar și cu nou-veniții varegi (vikingi) de origine germanică, și pe care le-au asimilat, din această sinteză etno-lingvistică rezultând poporul rus modern.

### Hazaria
Hazarii erau un popor turcic care au stăpânit zona stepei bazinului inferior al râului Volga, între Marea Caspică și Marea Neagră, între secolele al VII-lea și al XIII-lea. În secolul al VIII-lea, hazarii au trecut la religia iudaică. Capitala lor era Itil, în apropierea orașului Astrahan din zilele noastre.
Fiind cunoscuți pentru legile, toleranța și cosmopolitismul lor, hazarii au fost principalii intermediari între zona Baltică și imperiul Abasid islamic cu centrul la Bagdad. În secolele al VIII-lea și al IX-lea, multe triburi slave plăteau tribut hazarilor. Toleranța acestora din urmă a început să scadă în cele din urmă, când Oleg, un războinic vareg, a atacat din Novgorod  spre sud orașul Kiev pentru a-i alunga pe hazari. Oleg a fost fondatorul Rusiei Kievene în jurul anului 880.

### Rusia Kieveană
Vikingii scandinavi numiți "varegi" de către bizantini, au combinat pirateria cu negustoria și au început să străbată căile navigabile dinspre Marea Baltică către Marea Neagră și Marea Caspică. Slavii așezați de-a lungul acestor râuri îi angajau deseori pe varegi să-i apere. Conform primelor cronici kievene, un vareg numit Rurik a devenit prinț al Novgorodului pe la anul 860, mai înainte ca succesorii să se mute către sud și să-și extindă autoritatea asupra Kievului. Până la sfârșitul secolului al IX-lea, prinții varegi și-au extins autoritatea asupra unei zone vaste care a început să fie cunoscută sub numele de Rusia.
Numele "Rusia", (ca și finlandezul Ruotsi și estonul Rootsi), este considerate de unii cercetători ca fiind înrudit cu numele regiunii Roslagen (o zonă de coastă a Suediei), pentru ca alții să-l considere ca având rădăcini slave sau persane. (Vezi și: Etimologia cuvântului rus și a derivatelui lui).
Rusia Kieveană, primul stat al slavilor răsăriteni, a apărut în secolul al IX-lea de-a lungul râului Nipru ca o federație de principate cu interese comune în comerțul de blănuri, sclavi și ceară dintre Scandinavia și Imperiul Bizantin, de-a lungul râului Nipru. Până la sfârșitul secolul al X-lea, minoritatea varegă a fost asimilată de majoritatea slavă.

Printre realizările de durată ale Rusiei Kievene s-a numărat convertirea la creștinismul ortodox în varianta slavă, care avea să definească cultura rusă pentru următoarea mie de ani. Convertirea la creștinism s-a făcut în 988, printr-un act public de botez al locuitorilor Kievului, în timpul domniei lui prințului Vladimir I. Câțiva ani mai târziu, a fost introdus primul cod de legi, Pravila rusă. Încă de la început, principii kieveni au urmat exemplul bizantin și au ținut biserica sub controlul lor strict, chiar și în ceea ce privește veniturile acesteia, astfel statul rus și biserica sa națională au rămas tot timpul strâns legate.

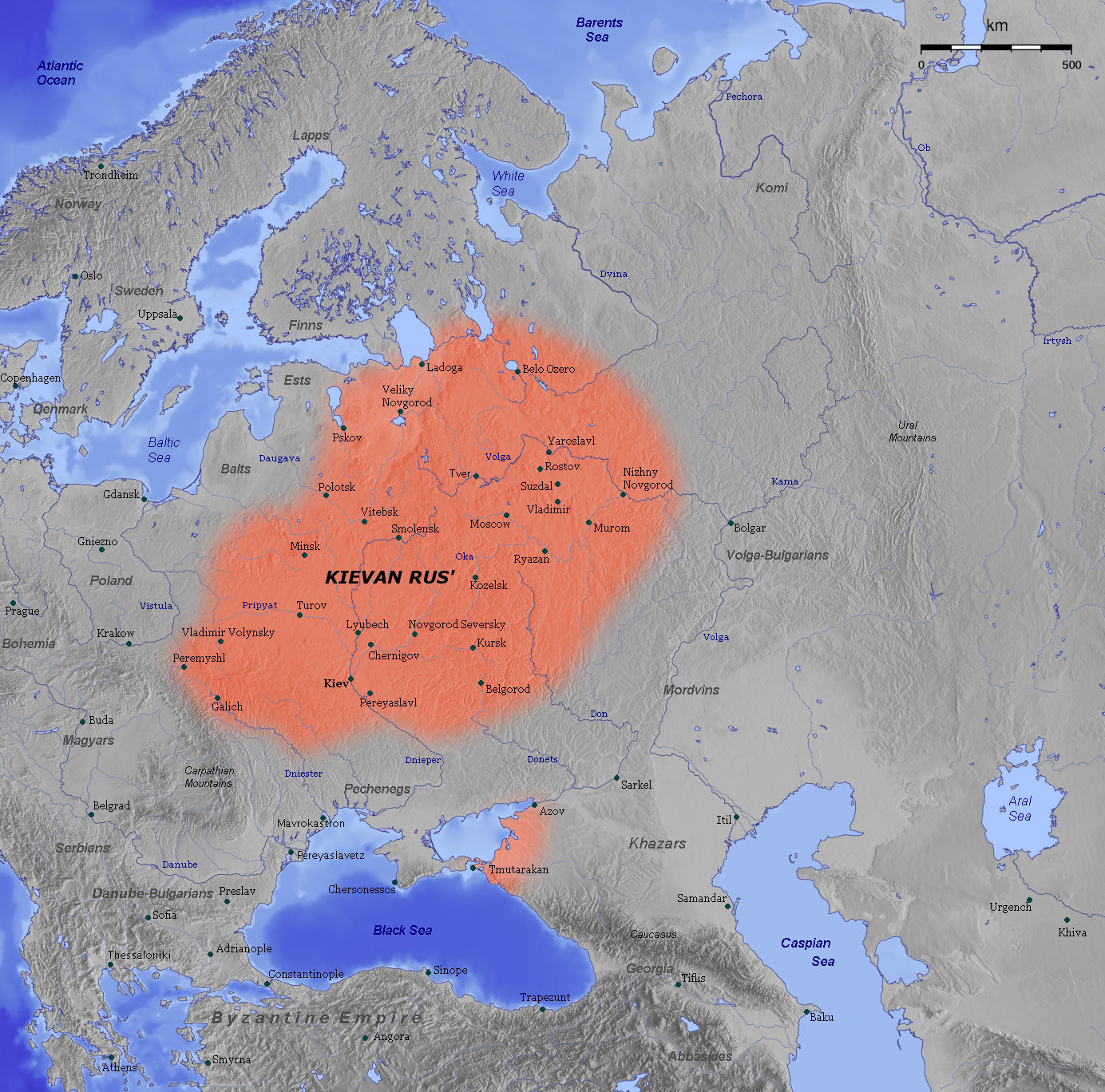
Rusia Kieveană în secolul al XI-lea.

Până în secolul al XI-lea, în special în timpul domniei lui Iaroslav cel Înțelept, în Rusia Kieveană a avut loc un proces de dezvoltare economică și culturală, în deosebi în domeniile arhitecturii și literaturii, cu rezultate net superioare celor din vestul Europei. În comparație cu limbile popoarelor creștine din apusul Europei, limba rusă a fost foarte puțin influențată de limba greacă și de limba latină în care erau scrise primele lucrări teologice creștine. Acest fapt s-a datorat alegerii de la început ca limbă de desfășurare a liturghiei a limbii slavone în locul celei grecești sau latinești.
Triburile nomade turcice cumane (polovoții, kipciakii) au cucerit regiunile stepelor sudice dintre granițele Rusiei Kievene și de-a lungul coastei Marii Negre și au fondat un stat – Deșt-e-Kipciak. Respingerea atacurilor nomazilor, în special cele îndreptate împotriva Kievului, care se afla doar la o zi distanță călare de sălașurile lor din stepe, a fost o povară foarte grea pentru rușii kieveni.
În cele din urmă, Rusia Kieveană s-a destrămat ca stat  datorită luptelor armate dintre membrii familiei princiare care stăpâneau în devălmășie țara. Dominația Kievului a pălit din ce în ce mai mult, în folosul Novgorodului aflat la nord, a cnezatului Vladimir-Suzdal în nord-est și a principatului Halici-Volînia în sud-vest.  Resturile Rusiei Kievene au fost cucerite de Hoarda de Aur a mongolilor în secolul al XIII-lea. Kievul a fost distrus. Principatul Halici-Volînia a fost până la urmă absorbit în Uniunea statală polono-lituaniană. Cnezatul Vladimir-Suzdal, aflat sub suzeranitatea mongolilor, și Novgorodul independent aveau să devină baza pentru formarea națiunii moderne ruse.

### Bulgaria de pe Volga
Bulgaria de pe Volga a fost un stat ne-slav aflat pe cursul mijlociu al râului Volga. După invazia mongolilor, a devenit parte a Hoardei de Aur. Ciuvașii și tătarii de la Kazan sunt descendenții bulgarilor de pe Volga. Până în secolul al X-lea, bulgarii de pe Volga au fost convertiți la islam, ceea ce i-a făcut independenți de Hazaria. În secolul al XVI-lea, Rusia a cucerit pământurile bulgarilor în timpul țarului Ivan cel Groaznic.

### Invazia mongolă
Invazia mongolilor a accentuat fragmentarea Rusiei Kievene. În 1223, Rusia Kieveană a trebuit să facă față campaniei militare hotărâtoare a mongolilor, fiind învinsă cu desăvârșire în bătălia de la râul Kalka. În 1240, mongolii  au prădat orașul Kiev și și-au continuat atacul către vest în Polonia și Ungaria. Până în acel moment, mongolii cuceriseră aproape toate principatele rusești, doar Novgorodul rămânând independent.
Impactul invaziei mongolilor asupra teritoriilor rusești a fost inegal. Aproape jumate din populația teritoriului a fost pierdută în timpul invaziei. Cultura citadină a fost complet distrusă. Orașe precum Kievul nu și-au mai revenit niciodată după devastările atacului inițial. În timp ce Novgorodul continua să prospere, orașul Moscova, aflat sub suzeranitate mongolă, a început să înflorească din 1328. Deși armatele rusești au reușit să învingă Hoarda de Aur în bătălia de la Kulikovo în 1380, mongolii au continuat să domine teritoriile locuite de ruși și să pretindă de la prinții ruși tribut până pe la anul 1480.

### Hoarda de Aur
Capitala Hoardei de Aur a fost orașul Sarai pe râul Volga, în apropierea orașului Volgograd. Cnejii (prinții) din sudul și estul Rusiei erau obligați să plătească tribut mongolilor, numiți de obicei tătarii Hoardei de Aur. În schimb, cnejii primeau hrisoave prin care erau împuterniciți să acționeze ca înlocuitori ai hanului. Prinții primeau o libertate considerabilă în ceea ce privește guvernarea teritoriilor aflate sub controlul lor. Unul dintre acești prinți, Alexandr Nevski, cneaz al Vladimirului, a câștigat un rol deosebit de important printre semenii săi în secolul al XIII-lea în urma victoriilor răsunătoare împotriva cavalerilor teutoni, suedezilor și lituanienilor.  În ochii cnezilor și bisericii ortodoxe, occidentalii păreau o amenințare  mult mai mare la adresa stilului de viață rusesc decât mongolii. Nevski a obținut protecția mongolilor și ajutorul acestora în lupta împotriva invadatorilor din vest, care, sperând să se folosească de prăbușirea puterii rușilor după invazia nomazilor, încercau să cucerească noi teritorii în răsărit. În ciuda acestui fapt, urmașii lui Nevski s-au răzvrătit împotriva dominației tătare, deoarece invaziile mongolilor în principatele rusești au continuat pe tot timpul existenței Hoardei de Aur, provocând uriașe devastări.
Influențele mongolilor asupra rușilor s-au cunoscut în special în ceea ce privește tacticile militare și dezvoltarea drumurilor comerciale. În timpul ocupației mongole, Principatul Moscovei și-a dezvoltat rețeaua de drumuri poștale, a pus bazele unor  recensăminte exacte, a dezvoltat sistemul fiscal și organizarea armatei. Înfluența orientală a rămas puternică până în secolul al XVIII-lea, moment din care țarii au făcut eforturi conștiente continui pentru occidentalizarea țării lor.

## Principatul Moscovei

### Dezvoltarea Principatului Moscovei
Daniil Alexandrovici, cel mai tânăr fiu al lui Nevski, o fondat principatul având capitala la Moscova, până la urmă reușind să-i alunge pe tătari din Rusia. Foarte bine plasat în centrul sistemului de râuri rusești și înconjurat de codri și de mlaștini de nepătruns, Principatul (Cnezatul) Moscovei a fost la început unul dintre vasalii Cnezatului Vladimirului, dar în scurtă vreme situația s-a schimbat, Moscova absorbindu-și fostul suzeran. Un factor extrem de important în ascensiunea Moscovei a fost colaborarea cnezilor săi cu stăpânii mongoli, care le-a acordat titlul de Mari Prinți ai Rusiei și i-au împuternicit să colecteze tributurile datorate mongolilor de restul cnezatelor rusești. Prestigiul principatului a crescut și mai mult atunci când Moscova a devenit centrul spiritual al Bisericii Ortodoxe Ruse. Mitropolitul bisericii ruse a fugit din Kiev în Vladimir în 1299, pentru ca peste câțiva ani mai târziu să-și mute scaunul mitropolitan în Moscova.
Până la jumatetea secolului al XIV-lea, puterea mongolilor a scăzut suficient de mult pentru ca Marii Prinți ai Rusiei să fie capabili să lupte cu sorți de izbândă împotriva jugului mongol. În 1380, la Kulikovo, pe râul Don, armatele hanului au fost învinse și, deși această victorie nu a determinat sfârșitul controlului tătar asupra Rusiei, i-a adus o mare faimă cneazului creștin învingător. Cnejii de la Moscova aveau în acest moment o poziție extrem de puternică din punct de vedere politic, și până la mijlocul secolului al XV-lea, principatul și-a mărit încontinuu întinderea prin cumpărări, război sau alianțe matrimoniale.

### Ivan al III-lea cel Mare
În secolul al XV-lea, principii Moscovei au început să strângă pământurile rusești sub ascultarea lor. Cel care a reușit cel mai bine în această întreprindere a fost Ivan cel Mare (1462–1505), care a fost conducătorul care a pus fundațiile viitorului stat național rus. Ivan a reușit să crească de mai mult de două ori suprafața principatului său, plasând cea mai mare parte a nordului Rusiei sub conducerea Moscovei. De asemenea, Ivan și-a proclamat suzeranitatea absolută asupra tuturor cnejilor și nobililor ruși. După ce a refuzat să mai plătească tributul tătarilor, Ivan a inițiat o serie de atacuri care a deschis calea către înfrângerea definitivă a Hoardei de Aur, care se afla într-un proces continuu de decădere și de descompunere în mai multe hoarde și hanate.
Ivan a căutat să protejeze granițele sudice împotriva atacurilor hoardelor. Pentru atingerea acestui țel, Ivan a oferit moșii nobililor în schimbul obligațiilor militare. Acest sistem de acordare al moșiilor boierilor războinici a fost cel care a creat baza unei extrem de puternice armate de cavaleriști.
Tot în această perioadă a început să se manifeste interesul Moscovei pentru Marea Neagră (chiar dacă încă nu avea ieșire la aceasta), fapt ce va ghida în viitor politica externă a multor monarhi ruși. În timpul domniei lui Ivan, Imperiul Otoman va aduce sub controlul său Hanatul Crimeii, practic transformând Marea Neagră într-un lac turcesc. În aceste condiții numeroși genovezi din coloniile Republicii Genova se vor răspândi în Europa, unii dintre ei continuând lupta pentru eliberarea cetăților lor. În acest context Ivan se va oferi să-i susțină pe unii dintre aceștia, dintre care cel mai semnificativ a fost Zacharias de Ghisolfi din Matrega, care mai întâi a încercat să fugă în Țara Românească, iar apoi în Rusia. În ciuda încercărilor Moscovei de a-i oferi azil, acesta a rămas pe teritoriul otomanilor, fiind denumit de către Ivan "Zaharia Italianul, care nu a mai ajuns în Rusia".
În timpul conflictului cu Pskovul, călugărul Filofei i-a scris o scrisoare lui Ivan al III-lea în care îi făcea profeția că regatul rus care avea să vină urma să devină a treia Romă. Ivan a intrat în conflict cu Lituania, puternicul rival din nord-vest al rușilor, pentru controlul mai multor principate semiindependente desprinse din defuncta Rusie Kieveană, aflate pe cursul superior al râurilor Doneț și Nipru. Cu ajutorul trădării unora dintre cnejii locali, după încăierări de frontieră și un război cu lituanieinii care s-a terminat fără rezultate spectaculoase de-abia în 1503, Ivan al III-lea a reușit să cucerească noi teritorii în vest, iar Principatul Moscovei și-a triplat suprafața în timpul domniei lui.
Consolidarea puterii în interiorul țării a fost acompaniată de expansiunea externă. Până în secolul al XVI-lea, cnejii de la Moscova au considerat întreg teritoriul Rusiei ca pe proprietatea lor colectivă. Diferiți prinți semiindependenți mai pretindeau încă stăpânirea asupra anumitor teritorii, dar Ivan al III-lea i-a forțat pe prinții mai puțin importanți să-l recunoască pe el și pe descendenții lui ca șefi de necontestat în domeniile militar, juridic și al afacerilor externe. Încet, încet, conducătorii Principatului Moscovei s-au ridicat până la rangul de puternici domnitori autocrați, țari.

### Ivan al IV-lea cel Groaznic

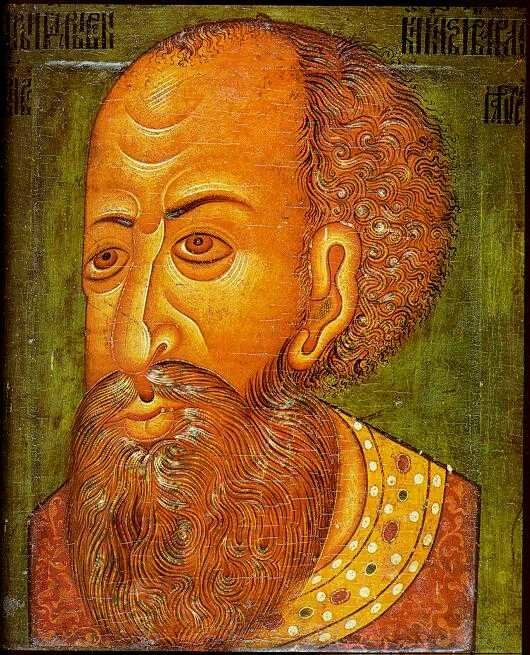
Portret al lui Ivan al IV-lea cel Groaznic.

Ivan al IV-lea cel Groaznic a fost primul cneaz moscovit care s-a intitulat "țar."
Dezvoltarea puterii autocrate a țarului a ajuns la apogeu în timpul domniei lui Ivan cel Groaznic (1547–1584).  Ivan a întărit poziția țarului până la un nivel nemaiîntâlnit, subordonându-și fără îndurare nobilii voinței sale, executând sau exilându-i pe cei care i se împotriveau câtuși de puțin. Ivan cel Groaznic a fost și un politician vizionar care a promulgat un nou cod de legi, reformând morala clerului, dar a și ctitorit de biserici,  printre care și Catedrala Sfântului Vasile, care străjuiește și în zilele noastre Piața Roșie. Tot în această perioadă, cazacii ruși au fondat primele așezări în vestul Siberiei.

### Timpurile tulburi
Moartea fiului fără de urmași al lui Ivan cel Groaznic, Feodor, a fost urmată de o perioadă de războaie civile cunoscute ca "timpurile tulburi" ca urmare a luptelor pentru succesiune între nobilii care-și recuceriseră pozițiile dominante.
Autocrația a supraviețuit acestei perioade de tulburări și de domnii ale unor țari slabi și corupți datorită puterii birocrației centrale guvernamentale. Funcționarii au continuat să-și facă datoria, indiferent de legitimitatea țarului sau de facțiunea care-l controla din umbră pe acesta.
Luptele pentru succesiune din "timpurile tulburi" au dus la pierderea a numeroase teritorii în folosul statului polono-lituanian și a Suediei în timpul unor conflicte armate precum războiul Dmitriad (războiul polono-rus (1605-1618)), războiul ingrian și cel pentru controlul Smolenskului (războiul polono-rus (1632-1634)). Rusia și-a revenit complet la mijlocul secolului al XVII-lea, odată cu victoriile în războaiele împotriva statului polono-lituanian (1654–1667), care au adus importante câștiguri, printre cele mai importante fiind Smolenskul, Kievul și jumătatea răsăriteană a Ucrainei.

### Romanovii
Ordinea a fost reinstaurată în 1613, când Mihail Romanov, nepotul lui Ivan cel Groaznic, a fost ales țar de o adunare a rușilor din care făceau parte reprezentanții a 50 de orașe. Dinastia Romanov a domnit în Rusia până în 1917.
Sarcina imediată a țarilor din noua dinastie a fost reinstaurarea ordinii. Din fericire pentru moscoviți, cei mai importanți inamici al lor, Uniunea statală polono-lituaniană și Suedia, erau implicați într-un conflict bilateral, ceea ce a permis rușilor să facă pace cu suedezii în 1617 și să semneze un armistițiu cu polonezii în 1619.
Decât să-și mai riște viețile și averile în noi războaie civile, boierii au ales calea cooperării cu noua putere, care a reușit astfel să desăvârșească munca de centralizare birocratică. Statul astfel centralizat a avut nevoie de serviciile atât a vechii nobilimi cât și a proaspeților înnobilați, în special în domeniul militar. Pentru serviciile aduse țarului, boieriilor li s-a îngăduit să definitiveze lungul proces al iobăgirii țăranilor.
În secolele care trecuseră, statul îngrădiseră gradual dreptul țăranilor de a se muta de pe o moșie pe alta, de la un latifundiar la altul. Cum statul acceptase total iobăgia, țăranii care fugeau de pe moșiile de care erau legați deveneau infractori împotriva statului. Stăpânii de pământ aveau puteri depline asupra țăranilor lor și puteau să-i dea la schimb, să-i împrumute, să-i vândă sau să-i pună garanție, cu sau fără moșia pe care trăiau. Statul și aristocrația au aruncat povara copleșitoare a impozitelor și taxelor pe umerii țărănimii. Datoriile iobagilor crescuseră de o sută de ori în secolul al XVII-lea față de nivelurile secolul care trecuse.  În plus, și pătura mijlocie a negustorilor și meseriașilor era supusă impozitării, aceștia fiind obligați, la fel ca țăranii, să nu-și părăsească orașul. Reprezentanții tuturor claselor sociale aveau îndatoriri militare și trebuiau să plătească taxe speciale.

### Răscoalele țărănești
Într-o perioadă în care răscoalele țăranilor erau endemice, cea mai mare ridicare la luptă a iobagilor a fost cea din 1667. Atunci când cazacii s-au răsculat împotriva centralizării crescute a statului, iobagii li s-au alăturat și au părăsit moșiile stăpânilor feudali. Liderul cazac rebel Stenka Razin și-a condus tovarășii în susul râului Volga, incitând țăranii la răscoală și înlocuind conducerile locale cu șefi numiți din rândurile cazacilor. Armata țarului a reușit în cele din urmă să zdrobească răsculații în 1670. Un an mai târziu, Stenka a fost capturat, condamnat la moarte și decapitat. Răscoala și represiunile care au urmat după înfrângerea revoltei au dus la o scădere importantă a populației țărănești în zonele în care se desfășurase revolta.

## Imperiul Rus

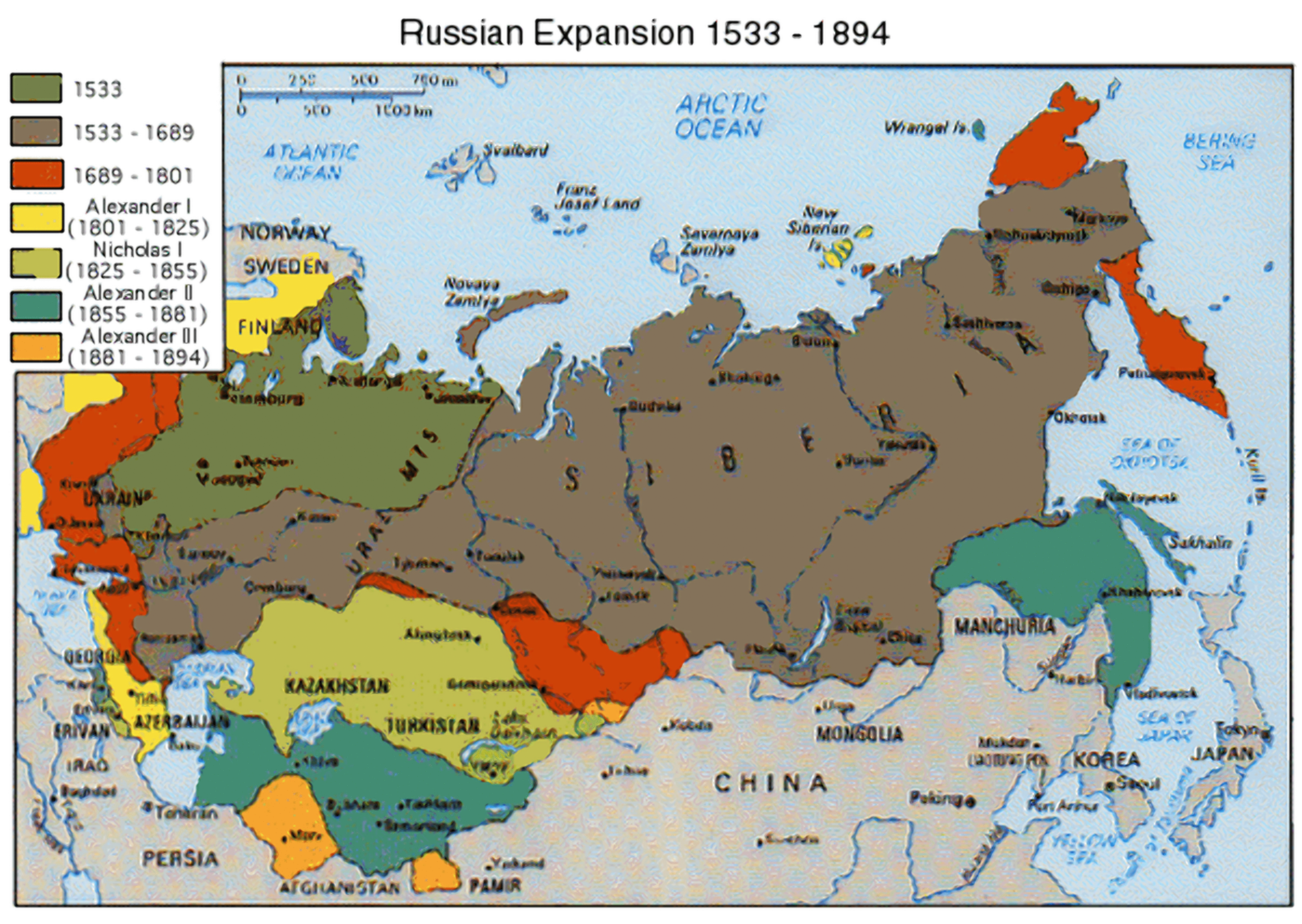
Harta expansiunii Rusiei din 1533 până în 1896. Ivan al IV-lea a cucerit Hanatul Kazanului (1533-84) și Hanatul Astrahanului (1556), reușind să aibă controlul asupra văii Volgii până la vărsare în Marea Caspică. Din deceniul al nouălea al secolului al XVI-lea, comerțul cu blănuri i-a ispitit pe ruși să traverseze Munții Urali și să pătrundă adânc în Siberia. Petru cel Mare a depus eforturi deosebite pentru câștigarea unei ieșiri la Marea Baltică, cucerind în 1721 o zonă importantă aflată până atunci în stăpânirea Suediei. Ecaterina cea Mare a anexat Hanatul Crimeii și anumite teritorii ale statului polono-lituanian. Rușii au reușit să-i învingă pe kazahi (1816-54), desăvârșind controlul rusesc al Caucazului (1857-64) și au anexat hanatele din Asia Centrală (1865-76). China a cedat țarilor bazinul râului Amur și porțiuni ale coastei Oceanului Pacific, (aici fiind înființat portul Vladivostok în 1860), și au închiriat rușilor orașul Port Arthur (1898).

### Petru cel Mare
Petru cel Mare, 1672–1725, a consolidat autocrația în Rusia și a avut un loc de primă mărime în transformarea țării într-un stat după model european. De la începuturile modeste ale Principatului Moscovei din secolul al XIV-lea, Rusia devenise cel mai mare stat din lume în vremea lui Petru cel Mare. Având o suprafață de trei ori mai mare decât Europa, Imperiul Rus se întindea de la Marea Baltică până la Oceanul Pacific. Cea mai mare parte a expansiunii avusese loc în secolul al XVII-lea, culminând cu înființarea primei colonii rusești de țărmul Pacificului, recucerirea Kievului și pacificarea triburilor siberiene. Totuși, acest vast teritoriu era populat de numai 14 milioane de oameni. Recoltele de grâu erau mai mici decât ale vest-europenilor, în condițiile în care majoritatea populației era ocupată cu agricultura și locuia la țară. Numai o mică parte a populației imperiului locuia în orașe.
Petru a fost profund impresionat de tehnologiile avansate, măiestria militară și priceperea în conducerea afacerilor statului  din Europa de vest. A studiat tacticile și fortificațiile occidentale și a înființat o armată de 300.000 de miltari aleși numai dintre supușii săi, înrolați pe viață. În 1697-1698, al a fost primul principe rus care a vizitat Europa Occidentală, unde el și anturajul său au făcut o impresie profundă. După această călătorie, Petru și-a luat titlul de împărat iar numele oficial al țării a fost schimbat în Imperiul Rus în 1721.
Petru a făcut primul efort militar de proporții împotriva turcilor otomani. Mai apoi, atenția împăratului s-a îndreptat către nord. Rusia încă nu avea nici un port maritim sigur în zona de nord, cu excepția Arhanghelskului la Marea Albă, ale cărei ape erau înghețate nouă luni pe an. Accesul la Marea Baltică era blocat de Suedia, care înconjura țărmurile Balticii din trei părți. Ambiția lui Petru cel Mare de a cuceri o "fereastră către mare" l-a făcut pe împărat să perfecteze în 1699 o alianță secretă cu Uniunea statală polono-lituaniană și Danemarca împotriva Suediei, după care a declanșat Marele război al nordului. Războiul s-a încheiat în 1721, când Suedia epuizată a cerut pacea. Imperiul Rus a câștigat patru provincii la sudul și estul Golfului Finic, ceea ce deschidea mult dorita poartă maritimă către vest și asigura posibilitatea construirii unui port la Marea Baltică. La ordinul împăratului Petru cel Mare s-a construit noua capitală a Rusiei, Sankt Peterburg, ca o "fereastră deschisă către Europa", înlocuind Moscova atât ca centru politic cât și ca centru cultural.
Eforturile cerute de expedițiile militare ale lui Petru cel Mare au dus la izbucnirea unei noi revolte. Invocând numele răsculatului celebru Stenka Razin, o altă căpetenie cazacă, Kondrati Bulavin, a pornit o răscoală, înăbușită în sânge în cele din urmă.
Petru și-a reorganizat forma de guvernământ după ultimele modele occidentale, transformând Rusia într-un stat absolutist. El a înlocuit Duma boierilor (consiliul nobililor) cu un Senat format din nouă membri. S-a trecut la reforma administrativă, apărând noi provincii și districte. Petru a dat ca sarcină noului numit Senat colectarea taxelor și impozitelor. În timpul domniei sale, sumele colectate la bugetul statului au crescut de trei ori. Ca parte a reformelor, Biserica Ortodoxă Rusă a fost incorporată parțial în structura administrativă a statului, transformând-o într-o unealtă a guvernării. Petru a abolit patriarhatul și la înlocuit cu un organ colectiv de conducere, Sfâtul Sonod, condus de un funcționar secular al statului. În aceste vremuri, orice vestigii ale formelor locale de autoguvernare au fost desființate, iar Petru a continuat politica înaintașilor lui de a obliga toată nobilimea să presteze servicii statului.
Petru cel Mare a murit în 1725, lăsând o situație neclară a succesiunii și un imperiu sleit de puteri. Domnia sa a adus în prim plan problemele rămânerii în urmă a Rusiei în comparație cu statele occidentale, a oportunității reformelor descrise mai sus  și a multor altora pe care au trebuit succesorii săi să le rezolve. Totuși, Petru cel Mare este cel care a pus bazele statului modern rus.

### Ecaterina cea Mare și Alexandru I
Au trebuit să treacă aproape 40 de ani pentru ca să apară un conducător la fel de ambițios și de dur care să se urce pe tronul imperial. Ecaterina a II-a (cea Mare), a fost o prințesă germană căsătorită cu moștenitorul tronului. Cum soțul său era un retardat, Ecaterina a consimțit în mod tacit la asasinarea lui. Versiunea oficială a fost că țarul Petru al III-lea a murit de "apoplexie", Ecaterina fiind proclamată împărăteasă în 1762.
Ecaterina a contribuit la renașterea nobilimii rusești, proces care începuse timid imediat după moartea lui Petru cel Mare. Servicul de stat a fost abolit, Ecaterina oferind în schimb numeroase funcții guvernamentale în provincie reprezentanților aristocrației.
Ecaterina cea Mare a extins controlul politic al Rusiei asupra statului polono-lituanian prin acțiuni cum a fost aceea a sprijinirii Confederației de la Targowica. Costul campaniilor militare ale împărătesei a fost plătit în special de țăranii iobagi, obligați să muncească mai mult pe pământurile stăpânilor lor, ceea ce a dus la o răscoală de proporții în 1773, după ce Ecaterina a aprobat legea care permitea vânzarea șerbilor separat de pământul pe care lucrau. Conduși de un cazac, Emilian Pugaciov, mobilizați de lozinca "La spânzurătoare cu toți moșierii!", răsculații ajunseseră să amenințe să cucerească Moscova. În cele din urmă, țăranii revoltați au fost învinși șî pedepsiți fără milă. Pugaciov a fost luat prizonier și mai apoi executat în Piața Roșie, dar amenințarea revoltelor a continuat tot timpul domniei Ecaterinei.
Chiar în timpul desfășurării răscoalei lui Pugaciov, Ecaterina a reușit să poarte un război victorios împotriva Imperiului Otoman și a cucerit teritoriile din nordul Mării Negre. Apoi, în înțelegere cu Prusia și Imperiul Austriac, a ocupat jumate din Uniunea statală polono-lituaniană în timpul celor trei împărțiri ale Poloniei. La moartea împărătesei în 1796, politica expansionistă a Ecaterinei transformase Rusia într-o mare putere Europeană.  Expansiunea rusă a continuat și în vremea țarului Alexandru I care a anexat în 1809 Finlanda, cedată de o Suedie mult prea slăbită ca să mai poată opune rezistență.
Împăratul Napoleon I a făcut o mare greșeală invadând Rusia în 1812 după o dispută cu țarul Alexandru I. Campania franceză a fost o catastrofă militară. Deși armata lui Napoleon a ajuns până la Moscova, tactica rusească a pământului pârjolit i-a împiedicat pe invadatori să se bucure de roadele victoriilor lor. În timpul cumplitei ierni rusești, mii de soldați francezi au murit degerați. După retragerea trupelor franceze, armatele ruse le-au urmărit până la porțile Parisului. După ce Rusia și aliații ei l-au învins pe Napoleon, țarul Alexandru I a devenit „salvatorul Europei” și a jucat un rol important în redesenarea hărții Europei la Congresul de la Viena din 1815.
Deși Rusia avea să joace un rol politic extrem de important în secolul care a urmat, poziție asigurată de victoria asupra Franței napoleoniene, menținerea iobăgiei țăranilor a periclitat progresul economic al imperiului într-o măsură foarte mare. Cum creșterea economică a țărilor vest-europene s-a accelerat în timpul revoluției industriale care se declanșase în a doua jumătate a secolului al XVIII-lea, Rusia a rămas și mai mult în urmă, ducând la apariția a și mai multor probleme imperiului în a-și menține statutul de mare putere.

### Imperiul Rus după insurecția decembristă (1825–1917)

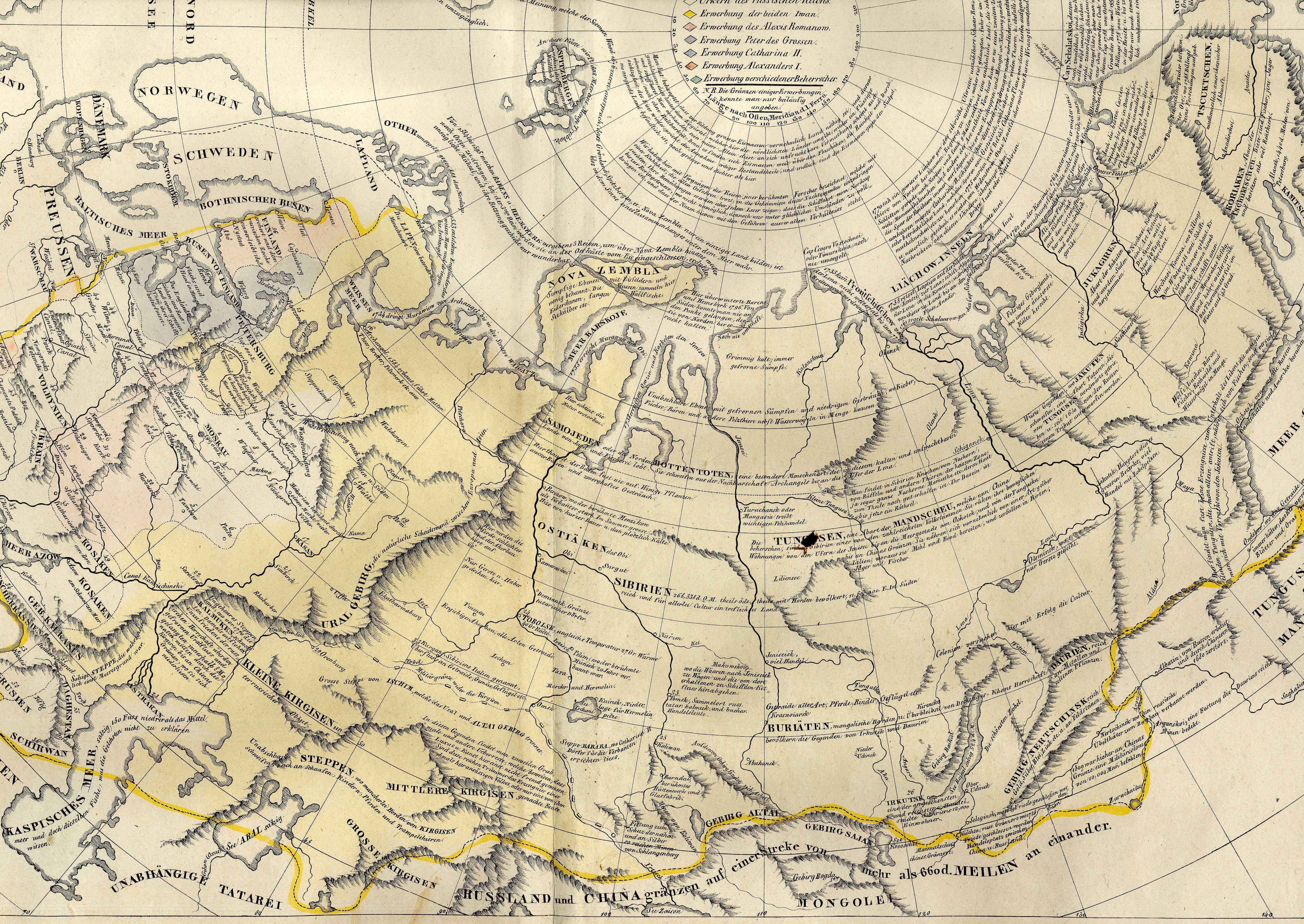
Imperiul Țarist în anul 1828

#### Insurecția decembristă
Statutul de mare putere al Imperiului Rus punea în umbră într-o oarecare măsură ineficiența guvernului său, izolarea față de propriul popor și grava înapoiere economică. După înfrângerea lui Napoleon, Alexandru I s-a arătat dispus să accepte reforme constituționale. Până în cele din urmă, foarte puține astfel de reforme au fost aplicate, acestea nefiind unele cuprinzătoare.
Alexandru I, un țar relativ liberal, a fost urmat pe tron de fratele său mai mic, Nicolae I (1825–1855), care a trebuit să facă față unei revolte chiar la începutul domniei sale. Cauzele acestei revolte se datorau războaielor napoleoniene, când un mare număr de ofițeri învățați au traversat toată Europa în timpul campaniilor militare. Fiind influențați de liberalismul european, acești ofițeri  au încercat la reîntoarcerea în țară să provoace schimbări în sistemul autocratic rusesc. Rezultatul a fost insurecția din decembrie 1825, o mișcare a unui mic număr de nobili liberali și ofițeri de armată care au încercat să-l urce pe tron pe fratele lui Nicolae I ca monarh constituțional. Insurecția a fost foarte ușor înăbușită, făcându-l pe Nicolae să înceteze programul de occidentalizare a țării început de Petru cel Mare și să pună accentul pe politica numită și "Autocrație, ortodoxie, și respect pentru popor."
Rusia a trebuit să facă față si revoltelor din teritoriile proaspăt cucerite în vest – Revolta din noiembrie în 1830 și Revolta din ianuarie în 1863.

#### Sciziunile ideologice și reacțiunea

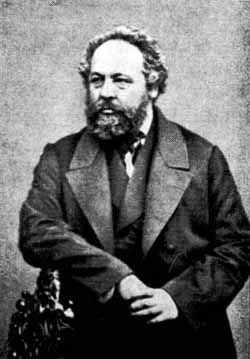
Mihail Bakunin

Înăbușirea dură a "insurecției din decembrie"  a făcut din "14 decembrie" o dată comemorată cu respect de toate mișcările revoluționare de mai târziu. Pentru a împiedica izbucnirea altor revolte, școlile și universitățile au fost puse sub atenta supraveghere a poliției. Spionii poliției au fost infiltrați peste tot. Revoluționarii, chiar și cei bănuiți numai, au fost trimiși cu miile în lagărele de muncă din Siberia.
Acestea au fost condițiile în care Mihail Bakunin a devenit întemeietorul anarhismului rusesc. El a părăsit Rusia în 1842 plecând în Europa Occidentală, unde a devenit un membru activ al mișcării socialiste. După participarea al Revolta din mai de la Dresda din 1848, el a fost închis și trimis în Siberia. A evadat până la urmă și s-a reîntors în Europa. După înâlnirea cu Karl Marx, și-au unit forțele, în ciuda marilor diferențe ideologice și tactice.
Problema direcției în care trebuia să se îndrepte Rusia era în discuție încă din timpul lui Petru cel Mare și a politicii sale de occidentalizare a țării. Taberele erau împărțite: unii doreau copierea modelelor occidentale, în timp ce alții doreau renunțarea la tot ce era străin șî revenirea la tradițiile trecutului. Ultima cale era dorită de slavofili, care-și manifestau plini de dispreț părerea despre vestul "decadent". Slavofilii se opuneau birocrației și proslăveau colectivismul medieval rusesc, așa numitul mir, sau obștea sătească, împotriva individualismului occidental. Mai târziu, comunismul din Uniunea Sovietică avea să se bazeze nu numai pe doctrina lui Karl Marx, dar și îndelunga tradiție rusească a obștii sătești medievale, mir.

#### Alexandru al II-lea și abolirea iobăgiei
Un an mai înaintea morții țarului Nicolae I, Rusia a fost implicată în războiul Crimeii. De când jucase rolul hotărâtor în înfrângerea armatelor lui Napoleon, Rusia fusese privită ca având o armată invincibilă, lucru care s-a dovedit eronat în timpul conflictului din peninsula Crimeea.  Înfrângerea rușilor în timpul acestui război a pus în evidență foarte clar slăbiciunile Imperiului Țarist.
Când pe tronul imperiului s-a urcat în 1855 Alexandru al II-lea, dorința de reforme era generală. Mișcarea umanistă rusească, care era legată moral și ideologic de aboliționismul din Statele Unite ale Americii de dinaintea războiului civil american, ataca în mod public iobăgia. În 1859, în Imperiul Rus trăiau 23.000.000 de iobagi, deseori în condiții mai grele decât șerbii vest-europeni de pe feudele din secolul al XVI-lea. Țarul a hotărât să abolească iobăgia printr-o mișcare de sus în jos, decât să aștepte desființarea șerbiei de jos în sus prin revoluție.
Emanciparea iobagilor în 1861 a fost singurul eveniment important din istoria Rusiei în secolul al XIX-lea. A fost începutul sfârșitului monopolului puterii aristocrației funciare. Emanciparea țăranilor a eliberat forța de muncă a țăranilor, care aveau astfel posibilitatea să aleagă liber munca în întreprinderile industriale de la orașe, a dat un imbold important economiei în general și industriei în particular și a făcut să crească numărul celor care făceau parte din așa zisă clasă de mijloc. Totuși, țăranii nu au primit în mod gratuit pământurile pe care le lucraseră, ci au plătit taxe către stat pentru toată durata vieții lor, bani din care guvernul i-a răsplătit generos pe moșierii care-și pierduseră proprietățile. În multe situații, țăranii au căpătat terenurile mai puțin fertile. Toate pământurile oferite țăranilor au devenit proprietatea obștilor sătești, care a vegheat la împărțirea echitabilă a proprietății între membrii comunităților rurale. Deși iobăgia a fost desființată, tensiunile revoluționare nu au scăzut, în ciuda bunelor intenții ale țarului.
La sfârșitul deceniului al optulea al secolului al XIX-lea, Rusia și Imperiul Otoman s-au înfruntat în Balcani. Din 1875 până în 1877, criza balcanică s-a acutizat prin izbucnirea revoltelor antiotomane în diversele națiuni slave din zonă, rebeliuni apărate de Rusia și înăbușite cu duritate de Imperiul Otoman. Naționalismul rusesc a devenit un factor hotărâtor pentru sprijinirea luptei de eliberare națională a balcanicilor creștini-ortodocși de sub jugul otoman, Bulgaria și Serbia ajungând să se bucure de un statut de protectorate ale Rusiei. În 1877, Rusia a intrat în război împotriva Imperiului Otoman. În aproape un an, turcii au fost nevoiți să ceară pacea. Diplomații și generalii naționaliști ruși au reușit să-l convingă pe Alexandru al II-lea să-i oblige pe otomani să semneze în martie 1878 Tratatul de la San Stefano. Conform prevederilor acestui acord, Bulgaria devenea independentă și căpăta un teritoriu vast în sud-vestul Balcanilor. Când Marea Britanie și-a manifestat în mod agresiv dezacordul față de prevederile păcii care tocmai fusese încheiată, amenințând cu declararea războiului, Rusia sleită de lupte a fost nevoită să cedeze pretențiilor englezilor. La Congresul de la Berlin din iulie 1878, Rusia a fost de acord cu restrângerea teritoriilor atribuite Bulgariei independente. Rezultatul a fost acutizarea sentimentelor antigermane și antiaustriece ale naționaliștilor ruși, resentimente care aveau să joace un rol important în declanșarea primului război mondial. Dezamăgirile datorate războiului au fost de asemenea un catalizator al tensiunilor revoluționare din Rusia.

#### Nihilismul
În deceniul al șaptelea al secolului al XIX-lea s-a dezvoltat în Rusia o mișcare cunoscută ca nihilism. De ceva vreme, liberalii ruși erau dezamăgiți de ceea ce erau considerate discuțiile sterile ale intelectualității ruse. Nihiliștii puneau la îndoială toate valorile, apărând independența individului, șocând societatea rusească.
Nihiliștii au încercat la început să convingă aristocrația de necesitatea reformelor. După eșecul în această întreprindere, ei "și-au întors fața către popor", activând în rândurile țăranilor în cadrul mișcării narodniciste.
Cum mișcarea narodnicilor câștiga tot mai mulți adepți, guvernul a trecut imediat la desființarea ei. Ca răspuns al reacției guvernamentale tot mai hotărâte, din mișcarea mamă s-a desprins o facțiune narodnică radicală ,care era adepta terorismului. Unul câte unul, funcționari guvernamentali de frunte au fost împușcați sau uciși în atacuri cu bombe. După mai multe tentative eșuate, Alexandru al II-lea a fost asasinat în 1881, chiar în ziua în care în care aprobase o propunere de convocare a unei adunări consultative pentru a discuta noile reforme care să completeze legea abolirii iobăgiei, reforme care trebuiau să scadă presiunea revoluționară.

#### Alexandru al III-lea

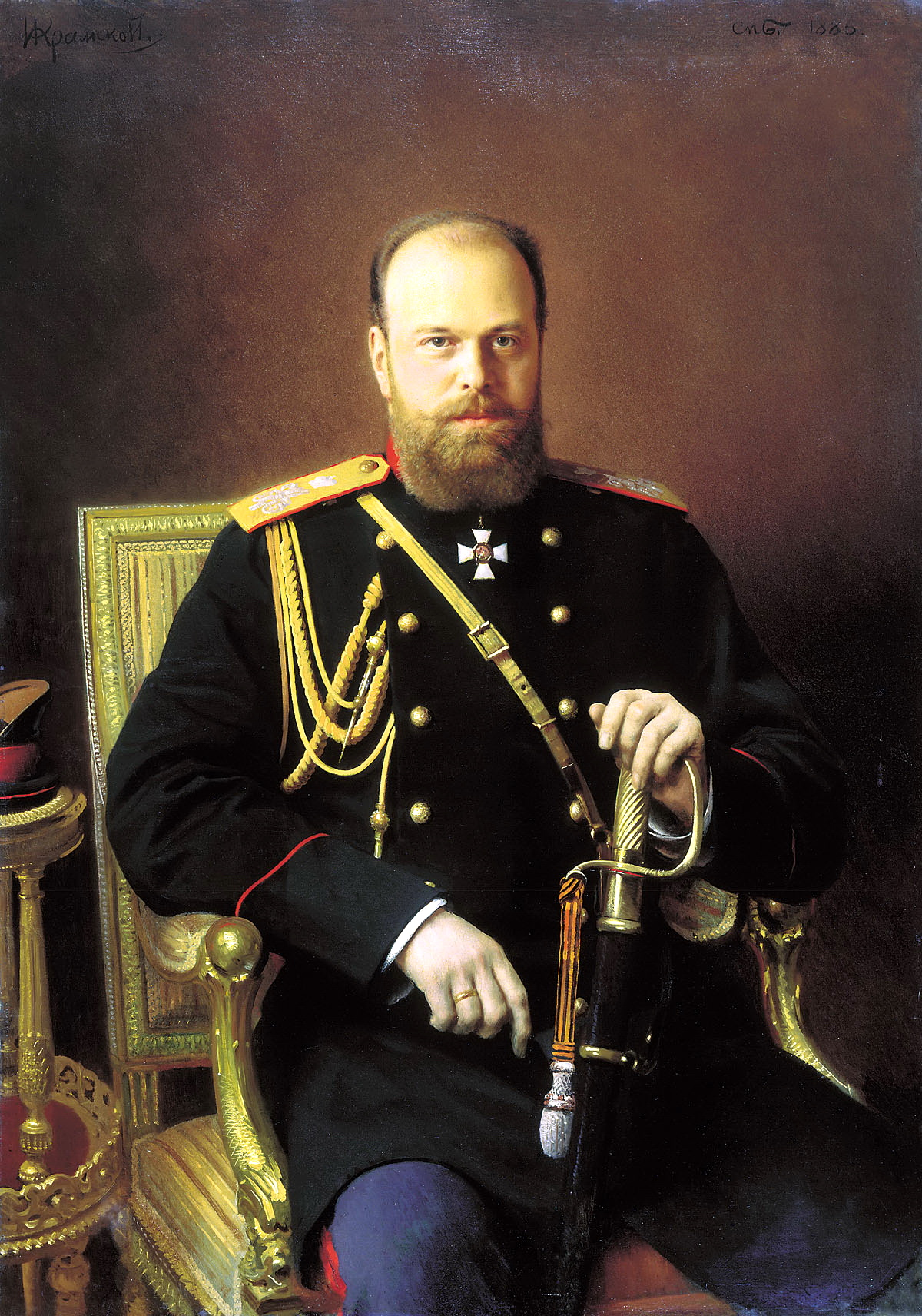
Portret al țarului Alexandru al III-lea (1886)

Spre deosebire de tatăl său, noul țar Alexandru al III-lea a fost de-a lungul întregii sale domnii un împărat conservator care a dus pe culmi noi principiul "Autocrație, ortodoxie și naționalism" al lui Nicolae I. Un slavofil convins, Alexandru al III-lea a crezut că Rusia poate fi salvată de la haos prin îndepărtarea rușilor în frunte chiar cu el de influența occidentală subversivă.
Cel mai important sfătuitor al țarului a fost Constantin Petrovici Pobedonosțev, profesor particular al lui Alexandru al III-lea și al fiului acestuia, Nicolae al II-lea, și conducătorul Sfântului Sinod din 1880 până în 1895. El îi învățase pe elevii lui imperiali să se teamă de libertatea cuvântului și de presă și să urască democrația, constituția și sistemul parlamentar. În timpul lui Pobedonosțev, revoluționarii au fost vânați, iar politica de rusificare a căpătat o dezvoltare copleșitoare în tot imperiul. În timpul domniei lui Alexandru al III-lea, s-a consfințit alianța cu Franța republicană, Rusia bucurându-se de credite importante din această țară pentru dezvoltarea industriei naționale.

#### Nicolae al II-lea și noile mișcări revoluționare
Alexandru al III-lea a fost urmat pe tronul imperial de fiul său Nicolae al II-lea (1894–1917). Revoluția industrială, care începuse să exercite o influență tot mai mare asupra societății rusești, au dus la crearea de noi forțe care în cele din urmă au răsturnat țarismul. Elementele liberale dintre capitaliștii industriali și din nobilimea progresistă credeau în reformele sociale pașnice și în monarhia constituțională, înrolându-se în partide precum cel Constituțional Democratic (Kadeții). Socialiștii Revoluționari (Eserii), inspirându-se din tradițiile narodniciste,  luptau pentru împărțirea pământului celor care îl lucrau de fapt —țăranii. Alt partid radical era cel al Social-Democraților, exponenți ai marxismului în Rusia. Bucurându-se de sprijinul intelectualilor radicali și al clasei muncitoare orășenești, social-democrații luptau pentru reforme sociale și economice radicale.
În 1903, PSDMR s-a rupt în două facțiuni – menșevicii, sau moderații, și bolșevicii, sau radicalii. Meșevicii credeau că socialismul se va dezvolta treptat și pașnic și că regimul țarist urma să fie înlocuit de regimul republican democrat în care socialiștii urmau să coopereze cu partidele burgheze liberale. Bolșevicii conduși de Vladimir Ilici Lenin considerau necesară formare unei elite de revoluționari de profesie, supuși unei puternice discipline de partid, care să acționeze ca avangardă a proletariatului în lupta pentru cucerirea puterii pe cale revoluționară.
Eșecul dezastruos a armatelor țariste în războiul ruso-japonez (1904–1905) a fost o lovitură gravă regimului țarist și a crescut la cote uriașe potențialul revoluționar. În ianuarie 1905, în urma incidentului cunoscut ca "Duminica însângerată", în timpul căruia cazacii au deschis focul asupra unor demonstranți pașnici conduși de părintele Gheorghi Gapon ucigând numeroase persoane în fața Palatului de Iarnă din Sankt Peterburg, s-a declanșat revoluția rusă din 1905. Soviete muncitorilor au fost înființate în cele mai multe orașe, aceste organe colective de conducere ocupându-se de organizarea activităților revoluționare. Mișcările de protest au paralizat țara.
În octombrie 1905, țarul Nicolae al II-lea a fost de acord fără nici o tragere de inimă să semneze faimosul Manifest din Octombrie, prin care își da acordul pentru convocarea fără întârziere a Dumei. Grupurile moderate au fost satisfăcute, dar socialiștii au respins reformele ca insuficiente și au încercat să organizeze noi greve. Până la sfârșitul anului 1905, poziția țarului a fost puternic întărită de lipsa de unitate a celor care doreau reforme.

## Revoluția rusă

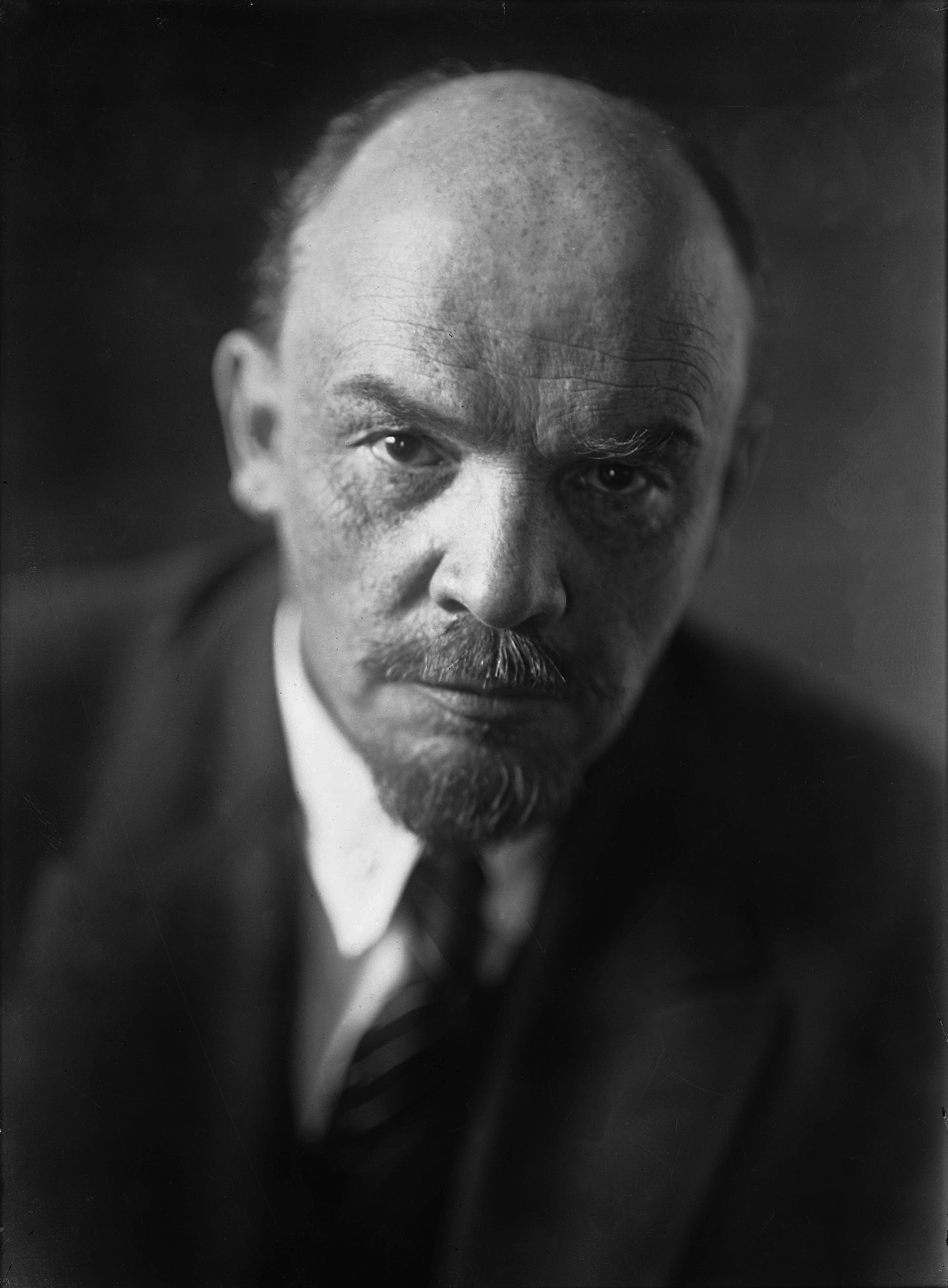
Vladimir Ilici Lenin după reîntoarcerea la Petrograd

Țarul Nicolae al II-lea și supușii săi au intrat în luptele primului război mondial cu entuziasm și patriotism, pentru a-i apăra pe frații slavi sârbi. În august 1914, armatele rusești le-au atacat pe cele germane pentru a sprijini lupta francezilor pe frontul de vest. Numai că slăbiciunea economiei rusești și corupția și ineficiența guvernamentale au fost ascunse doar pentru scurt timp în spatele naționalismului fervent. Înfrângerile militare și incompetența guvernamentală au radicalizat foarte repede populația rusă. Controlul german asupra Mării Baltice și a otomanilor asupra Mării Negre au privat Rusia de accesul la piețele potențiale și de fluxul aprovizionării din partea aliaților.
Până la mijlocul anului 1915, impactul războiului era profund demoralizator. Aprovizionarea cu alimente și combustibili intrase în criză, iar inflația cunoștea niveluri neînchipuit de mari. Tot mai des, muncitorii plătiți prost recurgeau la grevă în sprijinul cererilor lor economice, iar țăranii, care doreau să capete pământ, erau în continuu gata să se revolte. În acest timp, încrederea publicului în regim era subminată de influența politică asupra guvernului, adevărată sau bănuită, a lui Grigori Rasputin. Asasinarea lui Rasputin la sfârșitul anului 1916 a pus capăt scandalului, dar nu a refăcut prestigiul pierdut al țarismului.
Pe 3 martie 1917, a izbucnit o grevă într-o fabrică din Petrograd (fostul Sankt Peterburg). Într-o săptămână, toți muncitorii din oraș încetaseră lucrul și izbucniseră lupte de stradă. Când țarul a dizolvat Duma și a ordonat muncitorilor să reia lucrul, aceste acțiuni au declanșat Revoluția din Februarie.
Duma a refuzat să se desființeze, greviștii au convocat adunări de masă sfidând regimul, iar armata a trecut deschis de partea protestatarilor. Câteva zile mai târziu a fost numit de către Dumă un guvern provizoriu condus de Prințul Lvov. A doua zi, țarul a abdicat. În acest timp, socialiștii din Petrograd au format un soviet (consiliu) al deputaților muncitorilor și soldaților ca să se înzestreze cu puterea de care duceau lipsă în Dumă.
În iulie, primul-ministru al guvernului provizoriu a demisionat și a fost înlocuit de Alexandr Kerenski, care era un politician mult mai progresist decât predecesorul său, dar insuficient de radical, după părerea bolșevicilor. În timp ce guvernul provizoriu bătea pasul pe loc, sovietul marxist din capitală își înmulțea organizațiile, înființând noi soviete locale în toată țara. În acest timp, Kerenski a făcut greșeala fatală de a angaja Rusia în continuare în luptele războiului mondial, o hotărâre extrem de nepopulară în rândurile mulțimii sătulă de privațiuni.
Lenin s-a reîntors în Rusia din exilul său din Elveția cu ajutorul serviciilor de spionaj germane. Germanii sperau ca certurile politice să facă Rusia să înceteze lupta. Când trenul cu care se deplasase Lenin a intrat în gară, o mulțime de mii de țărani, muncitori și soldați l-a întâmpinat cu entuziasm pe liderul bolșevic. După numeroase lupte de culise, sovieții au reușit să preia controlul guvernului în noiembrie 1917, Kerenski și miniștrii guvernului său moderat fiind alungați în exil, tot acest șir de fapte rămânând în istorie ca Revoluția din Octombrie.
Când parlamentul, în ședința din ianuarie 1918, a refuzat să se transforme doar într-o marionetă în mâinile bolșevicilor, oamenii înarmați ai lui Lenin i-au împrăștiat membrii cu forță. Odată cu dizolvarea parlamentului constituțional ales, orice urmă de democrație burgheză fusese definitiv ștearsă. După ce a scăpat de piedica opoziției moderate, Lenin a ales să facă pacea cu germanii  prin tratatul de la Brest-Litovsk (1918), făcând importante sacrificii teritoriale.

## Războiul civil rus
Pentru răsturnarea bolșevicilor de la putere s-a închegat o puternică alianță contrarevoluționară numită Mișcarea Albă. În acest timp, Aliații au trimis mai multe armate expediționare în Rusia pentru sprijinirea forțelor anticomuniste. Aliații s-au temut, după semnarea Tratatului de la 
Brest-Litovsk, că bolșevicii s-ar fi putut alia cu germanii și, de asemenea, au sperat că un guvern al anticomuniștilor, odată ajuns la putere, ar fi angajat din nou țara în conflictul mondial împotriva Puterilor Centrale.  În toamna anului 1918, guvernul comunist se afla într-o situație extrem de periculoasă, atacat fiind de inamicii interni și de foștii aliați, de forțele anarhiste și de forțele armate ale unor state vremelnic independente – Belarus și Ucraina.
Pentru a face față acestor urgențe, în Rusia a fost instaurat un regim de teroare, Armata Roșie și CEKA reușind să distrugă toți inamicii revoluției. În ciuda idealurilor înălțătoare pe care le declaraseră, bolșevicii nu se bucurau de sprijinul tuturor elementelor societății și de aceea au recurs la măsuri dictatoriale brutale în timpul războiului civil. Bolșevicii au distrus poliția secretă țaristă, atât de disprețuită de rușii de toate orientările politice, și au desființat toate instituțiile imperiale. Pentru a asigura supraviețuirea propriului regim politic, bolșevicii au înființat propria poliție politică, mai mare și acționând mai brutal decât defuncta Ohrană. Până în 1920, ultimele elemente albe au fost zdrobite, armatele străine au fost evacuate din tară, în Belarus, Ucraina și în Caucaz au fost impuse la conducere guverne bolșevice, care nu au făcut decât să perpetueze în forme noi conducerea autocrată rusă.
Cât timp Rusia a fost implicată în războiul civil, frontiera dintre Rusia și Polonia a rămas nedesenată de tratatele de pace. În 1919 a izbucnit războiul polono-sovietic care s-a încheiat în 1921 cu înfrângerea armatelor bolșevice și împărțirea între cei doi beligeranți a Ucrainei și Belarusului.

## Uniunea Sovietică

### Înființarea Uniunii Sovietice
Istoria Rusiei între 1922 și 1991 s-a confundat practic cu istoria Uniunii Sovietice. Această uniune bazată pe ideologie, înființată în decembrie 1922 de liderii partidului comunist, corespundea în mare cu teritoriile fostului imperiu țarist. La început, uniunea a avut patru republici constitutive: RSFS Rusă, RSS Ucraineană, RSS Bielorusă și RSFS Transcaucaziană.
Constituția adoptată în 1927 stabilea un sistem federal  de guvernare bazat pe o serie de soviete sătești, orășenești și regionale. Acest sistem piramidal avea în vârf Congresul Unional al Sovietelor. Deși se părea că acest congres al sovietelor deținea puterea suverană în stat, această adunare era sub controlul partidului comunist, care la rândul lui era controlat de Biroul Politic al CC al PCUS. Capitala a fost mutată la Moscova, atât din considerente de securitate cât și pentru a rupe definitiv cu tradițiile țariste.

### Comunismul de război și Noua Politică Economică
Perioada cuprinsă între momentul cuceririi puterii de către bolșevici după victoria Marii Revoluții Socialiste din Octombrie 1917 și 1921 a fost cunoscută cu numele de comunism de război. Băncile, căile ferate, fabricile de tot felul, societățile de asigurare și transportul naval au fost naționalizate iar circulația banilor a fost restrânsă. A apărut rapid o mișcare importantă de opoziție. Țăranii doreau să primească bani pentru produsele agricole și se opuneau predării surplusurilor de alimente către stat, ca parte a politicii oficiale pe timp de război. Având de înfruntat opoziția țăranilor, Lenin a inițiat o retragere strategică, abandonând comunismul de război în favoarea NEP – Noii Politici Economice. Țăranilor li s-a permis să-și vândă surplusurile de alimente pe piața liberă, renunțându-se la rechizițiile atât de nepopulare. A fost stimulată circulația mărfurilor, fiind permis comerțul cu amănuntul. Statul a continuat să controleze strict sistemul bancar, transporturile, industria grea și serviciile publice.
Deși opoziția de stânga din rândurile comuniștilor a criticat toleranța arătată fată de țăranii bogați – culacii – care erau principalii beneficiari ai NEP-ului, această nouă abordare a economiei s-a dovedit benefică pentru toată lumea. Renunțarea la Noua Politică Economică a devenit țelul prioritar al opoziției de stânga după moartea lui Lenin în 1924.

### Schimbările din societatea rusă

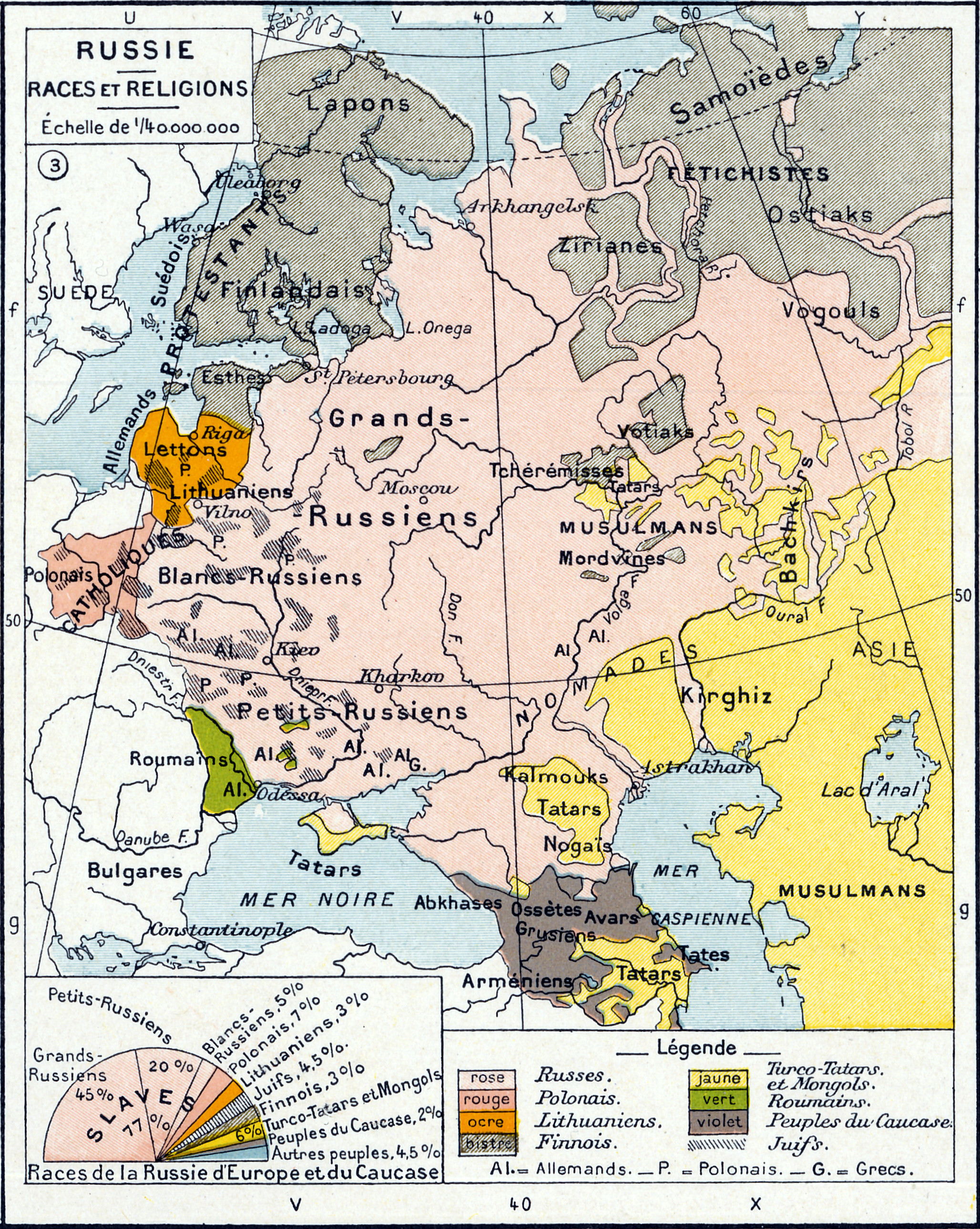
Harta etnică a Rusiei europene din perioada anterioară Primului Război Mondial

În timp ce economia Rusiei era transformată, viața socială a populației suferea schimbări cel puțin la fel de radicale. De la începutul revoluției, guvernul a încercat să diminueze puterea patriarhală a familiei. Divorțul nu a mai avut nevoie pentru pronunțare de o hotărâre judecătorească și, pentru a elibera total femeia de responsabilitatea sarcinilor nedorite, avortul a fost legalizat încă din 1920. Ca urmare, a avut loc un proces de emancipare a femeii și de întărire a prezenței ei pe piața muncii. Tinerele fete au fost încurajate să-și desăvârșească studiile și să-și facă o carieră în fabrici sau birouri. Au fost înființate creșe și grădinițe pentru îngrijirea copiilor mici și s-au făcut eforturi pentru a schimba centrul de greutate a vieții sociale a oamenilor din cămine către grupurile de recreere, cluburile sovietice.
Noul regim a abandonat politica țaristă de discriminare a minorităților naționale în favoarea unei politici de asimilare a celor peste 200 de grupuri etnice din societatea sovietică. O altă caracteristică a regimului a fost dezvoltarea fără precedent a serviciilor medicale. Au fost duse campanii naționale pentru eradicarea tifosului, holerei și malariei. Numărul de medici a crescut atât de repede cât a permis capacitatea instituțiilor superioare de învățământ medical. Mortalitatea infantilă a scăzut rapid, iar speranța de viață a crescut semnificativ.
Guvernul a promovat ateismul și materialismul care formau baza teoriei marxiste. Această politică se opunea religiei organizate, în special pentru a distruge puterea Bisericii Ortodoxe Ruse, unul dintre stâlpii de rezistență ai defunctului regim țarist și o barieră extrem de dificil de depășit în lupta pentru promovarea schimbărilor sociale. Numeroși lideri religioși au fost trimiși în lagărele de muncă. Membrilor de partid li s-a interzis să participe la serviciile religioase. Învățământul public a fost separat de biserică, iar din programa școlară a fost scoasă religia.

### Industrializarea și colectivizarea agriculturii

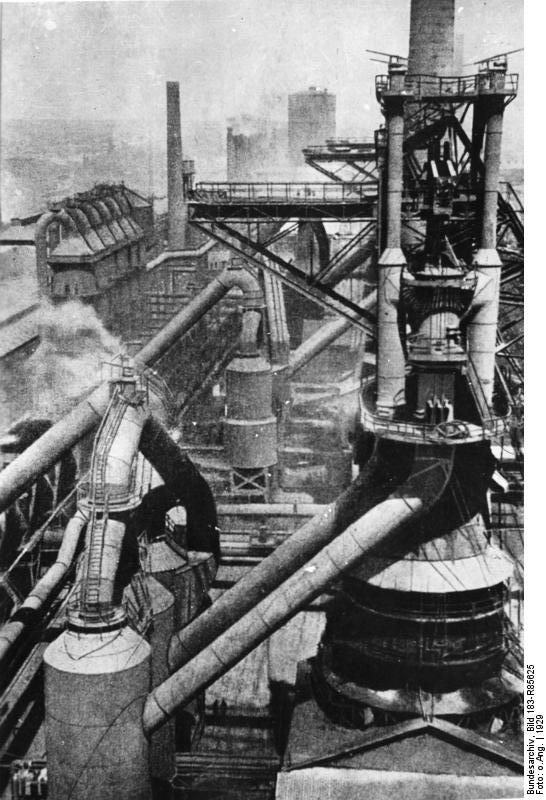
Construcția orașului și combinatului de oțeluri Magnitogorsk a fost obiectivul principal al primului plan cincinal stalinist.

Perioada 1929 –  1939 reprezintă un deceniu tumultos în istoria rusă – o perioadă de industrializare masivă (industrializare forțată) și de lupte politice, în timpul cărora Iosif Vissarionovici Stalin a reușit să obțină controlul total asupra societății sovietice, exercitând o putere practic nelimitată, cum nici măcar de țari nu avuseseră. După moartea lui Lenin, Stalin s-a luptat să câștige controlul asupra Uniunii Sovietice împotriva facțiunilor rivale din Politburo, în special împotriva celei conduse de Lev Troțki. Până în 1928, după ce troțkiștii au fost ori exilați, ori îndepărtați de la putere, Stalin a fost gata să pună în practică un extrem de vast program de industrializare.
În 1928, Stalin a făcut propunerea pentru primul plan cincinal. Marcând renunțarea la NEP, acesta a fost primul dintr-o serie de planuri care urmăreau rapida edificare a unei industrii grele, colectivizarea agriculturii și dezvoltarea limitată a producției de bunuri le larg consum. În timp ce în lumea capitalistă fabricile și minele erau închise sau lucrau la cote reduse în timpul Marii crize economice, lăsând milioane de lucrători fără loc de muncă, sovieticii lucrau mai mult de opt ore pe zi, șase zile pe săptămână, într-un efort susținut pentru construirea unei structuri economice total noi.
Ca parte a acestui plan, statul a preluat controlul agriculturii prin intermediul fermelor de stat (sovhozuri) și a celor colective (colhozuri) în cadrul procesului de colectivizare forțată. Printr-un decret din februarie 1930, aproape un milion de "culaci" au fost alungați de pe pământurile lor. Mulți țărani s-au opus măsurilor luate de stat în agricultură, deseori lăsând pământul în paragină, ascunzând recoltele sau ucigându-și animalele pentru a nu încăpea pe mâna autorităților. În unele zone, țăranii s-au răsculat, iar mulți dintre cei socotiți "culaci" au fost executați. Combinația dintre vremea nefavorabilă, deficiențele în funcționarea fermelor colective organizate în grabă și masivele confiscări de produse agricole a dus la izbucnirea unei foamete de proporții, mai multe milioane de oameni pierzându-și viața în special în sud-vestul Rusiei și în Ucraina (Holodomor).
Condițiile de viața tot mai grele de la țară a făcut ca milioane de țărani să ia calea orașelor în continuă creștere, ceea ce a dus la alimentarea cu forța de muncă ieftină a uzinelor și la creșterea explozivă a numărului de orășeni în numai câțiva ani.
Planurile cincinale au dus la obținerea unor rezultate remarcabile în ramurile neagricole. Rusia, care era una dintre cele mai sărace națiuni în momentul izbucnirii revoluției bolșevice, se dezvolta printr-o rată a industrializării fenomenală, depășind rata industrializării Germaniei din secolul al XIX-lea și cea a Japoniei de la începutul secolului al XX-lea. Conform cifrelor oficiale, producția industrială a crescut în 1932 cu 334% fața de nivelul anului 1914 și în 1937 cu 180% fată de nivelul anului 1932. Se consideră  că supraviețuirea Uniunii Sovietice în fața invaziei germane din timpul celui de-al doilea război mondial se datorează capacităților de producție dezvoltate în timpul primelor planuri cincinale.
În paralel cu planificarea economiei, Stalin și-a întărit puterea personală. Poliția secretă arestase și trimisese în arest, în lagăre de muncă sau executase zeci de mii de cetățeni sovietici. Toți cei șase membri ai Biroului Politic din 1920 care-i supraviețuiseră lui Lenin, au fost epurați. Veteranii bolșevici care-i fuseseră loiali lui Lenin, ofițeri superiori și generali ai Armatei Roșii și directori industriali au fost lichidați în timpul epurărilor staliniste. Epurările din celelalte republici sovietice au ajutat centralizarea controlului societății sovietice.
Represiunile staliniste au dus la crearea unui sistem vast de lagăre și așezări obligatorii pentru exilații intern, care depășea cu mult pe cele înființate în timpul țarismului. Numeroși cetățeni au fost pedepsiți draconic pentru crime închipuite de sabotaj sau spionaj, ca și pentru altele precum terorismul, furtul din averea obștească, parazitismul social, etc. Munca prestată de condamnații din lagărele de muncă ale sistemului Gulagului a fost un element esențial în susținerea efortului de industrializare a țării. Se apreciază că aproape 5% din populația URSS a fost într-un moment sau altul subiectul încarcerării în sistemul Gulagurilor.

### Uniunea Sovietică pe arena internațională

#### Al doilea război mondial
Până în 1939, Uniunea Sovietică a fost dușmanul oficial al Germaniei Naziste, sprijinindu-i pe republicanii spanioli care luptat împotriva fasciștilor spanioli, italieni și germani în războiul civil spaniol. În 1938, Germania și puterile vest-europene au semnat Înțelegerea de la München prin care Cehoslovacia era împărțită între Germania și Polonia. Această înțelegere a crescut temerile sovietice pentru un atac german, ceea ce a făcut ca, în cele din urmă, URSS să ia inițiativa diplomatică. În 1939, a fost semnat Pactul Molotov-Ribbentrop, în mod oficial un tratat de neagresiune, în fapt o înțelegere între două puteri pentru împărțirea sferelor de influență. Pe 17 septembrie 1939, în timp ce armatele germane erau la 150 de kilometri de granițele sovietice, Armata Roșie  a invadat Polonia de răsărit populată de etnici ucraineni și belaruși. Sovieticii au atacat mai târziu Finlanda, într-o agresiune ce avea să fie cunoscută ca Războiul de iarnă (1939 – 1940). Sovieticii au fost victorioși, au câștigat istmul Karelia, dar și-au demonstrat slăbiciunile armatei devastate de epurările staliniste. În ciuda eforturilor lui Stalin de a se ține departe de conflictul european, Germania a atacat URSS-ul pe 22 iunie 1941. Până în noiembrie, Germania ocupase toată Ucraina, începuse asediul Leningradului și ajunsese la porțile Moscovei.
Victoria sovietică în bătălia de la Stalingrad s-a dovedit a fi un punct de cotitură în desfășurarea conflictului, răsturnând cursul întregului război. După pierderea acestei bătălii, Germania s-a dovedit incapabilă de a mai duce o operațiune ofensivă cu sorți de izbândă împotriva Armatei Roșii, inițiativa strategică aparținând pentru tot restul războiului sovieticilor. Până la sfârșitul anului 1943, Armata Roșie a reușit despresurarea Leningradului și eliberarea celei mai mari părți a Ucrainei. Până la sfârșitul anului  1944, frontul se mutase dincolo de granițele stabilite de pactul de neagresiune din 1939, iar forțele sovietice au pătruns în țările Europei Răsăritene. Bucurându-se de o superioritate decisivă în oameni și materiale, forțele sovietice au pătruns în Germania de răsărit, cucerind Berlinul în mai 1945. Războiul cu Germania s-a încheiat cu triumful sovietic.
Deși Uniunea Sovietică a fost învingătoare la sfârșitul celui de-al doilea război mondial, economia sa era devastată, numeroase întreprinderi industriale erau în ruină, șeptelul era decimat, iar forța de muncă fusese drastic împuținată de pierderea celor peste 27 de milioane de oameni căzuți în luptă. Peste 70 de mii de localități fuseseră făcute una cu pământul. Zece milioane de cetățeni au pierit datorită politicii represive ale germanilor și aliaților ei în teritoriile ocupate. Einsatzgruppen, împreună cu colaboratorii baltici și ucraineni, au participat la genocidul populației evreiești sovietice. Armata și jandarmeria română au participat la genocidul evreilor din regiunea Odessa. În timpul ocupației, în regiunea Leningrad, aproape un sfert din populația sovietică a pierit. Teritoriile  ocupate de germani au suferit de pe urma atrocităților armatei, deportării unor cetățeni pentru a fi folosiți la muncă forțată, dar și datorită tacticii „pământului pârjolit” a Armatei Roșii aflate în retragere. Un număr neprecizat de cetățeni sovietici au murit datorită foametei și absenței celei mai elementare asistențe medicale. Se apreciază că 3,5 milioane de prizonieri din cei 5,5 milioane aflați în lagărele germane au pierit de foame, muncă extenuantă și boli.

#### Războiul rece
Colaborarea dintre aliații principali a câștigat războiul și ar fi trebuit să servească ca bază pentru reconstrucția și securitatea postbelică. Totuși, conflictul dintre interesele sovietice și americane, cunoscut ca Războiul rece, a ajuns să domine scena internațională în perioada postbelică ca o confruntare a ideologiilor.
Rădăcinile războiului rece pot fi găsite în conflictul dintre Stalin și președintele american Harry Truman pe tema viitorului Europei răsăritene, conflict izbucnit în timpul discuțiilor de la Potsdam din vara anului 1945. Rusia a suferit trei invazii devastatoare în ultimii 150 de ani, în timpul războaielor napoleoniene, primului război mondial și celui de-al doilea război mondial. Stalin dorea să înființeze o zonă tampon între Germania și Uniunea Sovietică. Truman considera că Stalin a trădat înțelegerile de la Ialta. Stalin se simțea din ce în ce mai sigur pe poziții, având toată Europa Răsăriteană ocupată de Armata Roșie și fiind pe cale să obțină prima bombă atomică sovietică.
În  aprilie 1949, Statele Unite au fost inițiatorii NATO, o alianță defensivă în care părțile semnatare se angajau să considere atacul asupra oricăreia dintre aliați ca un atac împotriva alianței. Ca răspuns, Uniunea Sovietică a înființat în 1955 Pactul de la Varșovia, o alianță care să asigure o contrapondere militară și politică la NATO. Divizarea Europei între țările occidentale și blocul sovietic s-a dezvoltat mai apoi la scară globală, în special după 1949, când monopolul nuclear american a luat sfârșit odată cu testarea primei bombe nucleare sovietice și preluarea puterii în China de către Partidul Comunist Chinez.
Politica pe termen lung a sovieticilor viza menținerea și întărirea securității naționale și menținerea hegemoniei asupra Europei Răsăritene. Uniunea Sovietică și-a menținut dominația asupra Pactului de la Varșovia zdrobind Revoluția maghiară din 1956, înăbușind Primăvara de la Praga din Cehoslovacia din 1968 și sprijinind scoaterea în afara legii a sindicatului Solidaritatea din Polonia din deceniul al nouălea al secolului trecut.
Deși Uniunea Sovietică a continuat să mențină un control strâns asupra sferei sale de influență din Europa Răsăriteană, Războiul Rece a făcut loc Destinderii, în politica internațională apărând relații mult mai complicate decât cea dintre două blocuri diametral opuse. Țările mici au cucerit mult mai multă libertate de mișcare și mai multă independență în politica externă, iar cele două supraputeri au reușit să-și găsească interese comune în lupta pentru limitarea proliferării armelor nucleare prin tratate precum SALT I, SALT II și Tratatul împotriva rachetelor balistice.
Relațiile americano-sovietice s-au deteriorat în urma invaziei sovietice din Afganistan din 1979 și a alegerii președintelui american Ronald Regan din 1980, un anticomunist hotărât. Relațiile dintre cele două superputeri s-au îmbunătățit din nou în ultimii 15 ani ai secolului trecut. Odată cu prăbușirea Uniunii Sovietice din 1991, Rusia a pierdut statutul de supraputere pe care o cucerise la sfârșitul celui de-al doilea război mondial.

### Perioadele Hrușciov și Brejnev
În lupta pentru putere care a izbucnit după moartea lui Stalin din 1953, cei mai apropiați colaboratori ai dictatorului au fost învinși. Nikita Hrușciov și-a întărit poziția prin discursul ținut mai înainte de începerea Congresului al XX-lea al Partidului Comunist al Uniunii Sovietice din 1956 în care a atacat atrocitățile și cultul personalității lui Stalin. Prin atacul său, Hrușciov a accelerat o serie de reforme. Abandonând politica de dezvoltare exclusivă a industriei grele, Hrușciov a făcut să crescă aprovizionarea populației cu bunuri de larg consum și a stimulat producția agricolă. Noile politici au îmbunătățit nivelul de trai, deși  au continuat să existe lipsuri în ceea ce privește bunurile electrocasnice, îmbrăcămintea și alte bunuri. Sistemul judiciar, deși aflat încă sub controlul total al Partidului Comunist, nu s-a mai caracterizat prin teroare, iar intelectualii au căpătat mai multă libertate de expresie.
Pe 4 octombrie 1957, Uniunea Sovietică a lansat primul satelit artificial al pământului, Sputnik 1. Pe 12 aprilie 1961, Iuri Gagarin a devenit primul om care a călătorit în cosmos în capsula spațială Vostok 1.
In 1964, Hrușciov fost exclus din CC al PCUS, fiind acuzat de numeroase erori, printre care Criza rachetelor din Cuba și adâncirea rupturii chino-sovietice. După o scurtă perioadă de conducere colectivă, un birocrat veteran, Leonid Brejnev, i-a luat locul lui Hrușciov.
În ciuda eforturilor lui Hrușciov de a îmbunătăți planificarea economică, sistemul economic a rămas dependent de planificarea centralizată, care nu avea nimic în comun cu mecanismele economiei de piață. Uniunea Sovietică, o țară industrială dezvoltată, nu a mai putut menține în deceniul al optulea al secolului trecut ritmurile înalte de dezvoltare din sectorul industrial pe care le realizase în ani de mai înainte. Tot mai multe investiții și tot mai multă forță de muncă erau necesare pentru continuarea creșterii economice, dar aceste resurse erau tot mai dificil de obținut, parțial și datorită accentului care se punea pe producția de bunuri de larg consum. Deși sarcinile de plan din aceste perioade s-au aflat sub nivelurile planurilor cincinale precedente, ele nu au fost îndeplinite. Agricultura a rămas slab dezvoltată în toată perioada în care în fruntea țării s-au aflat Hrușciov și Brejnev.
Deși anumite bunuri electrocasnice și alte bunuri de folosință îndelungată au devenit mult mai accesibile în deceniile al șaptelea și al optulea al secolului al XX-lea, îmbunătățirea adusă aprovizionării cu alimente și condițiile de locuit au rămas nesatisfăcătoare. Creșterea nevoilor de consum și lipsurile în aprovizionare dintr-un sistem în care prețurile erau stabilite artificial, au încurajat furturile din proprietatea statului și dezvoltarea pieței negre. Dar, în contrast cu spiritul revoluționar care a caracterizat primii ani după nașterea Uniunii Sovietice, starea de spirit a conducerii sovietice în momentul în care a murit Brejnev în 1982 era de împotrivire la orice fel de reformă.

### Iminenta destrămare a Uniunii Sovietice
Două direcții au devenit dominante în deceniile care au urmat: evidenta prăbușire a structurilor economice și politice sovietice și încercările incomplete de reforme care ar fi trebuit să stopeze procesul distructiv. După rapida succesiune la putere a lui Iuri Andropov și Constantin Cernenko, figuri de tranziție cu rădăcini adânci în tradiția brejnevistă, în fruntea statului sovietic a ajuns relativ tânărul Mihail Gorbaciov, care s-a angajat în efectuarea unor schimbări profunde în conducerea țarii și în economie. Politica de glasnost a ușurat accesul public la informații după decenii de represiuni guvernamentale. Gorbaciov a eșuat în tentativa de redresare a sistemului sovietic. În 1991, un complot al ultraconservatorilor comuniști a încercat fără succes să-l îndepărteze pe Gorbaciov de la putere, dar a reușit să declanșeze procesul de dezintegrare a Uniunii Sovietice. (Vezi și: Lovitura de stat sovietică din 1991).

### Apariția Republicii Rusia în Uniunea Sovietică
Datorită poziției dominante a Rusiei în cadrul Uniunii Sovietice, puțini făceau deosebirea dintre URSS și Rusia. Deși regimul sovietic era dominat de ruși, asta nu însemna că RSFS Rusă avea mari beneficii datorită acestui fapt. În Uniunea Sovietică, Rusiei îi lipseau chiar și acele instrumente ale statalității pe are celelalte republici unionale le aveau, așa cum erau secțiile naționale ale partidului comunist, KGB-ul, Academiile de Științe și altele asemenea. Motivul era desogur că dacă aceste organizații ar fi avut secții și la nivelul RSFS Ruse, acest fapt ar fi slăbit puterile structurilor de la nivel unional.
La sfârșitul deceniului al nouălea, Gorbaciov a subestimat importanța RSFS Ruse, care se ridica la statutul de a doua bază a puterii politice în Uniune. A apărut o mișcare naționalistă rusă care se opunea Uniunii, aceasta argumentând că Rusia a subvenționat prea multă vreme alte republici sărace cu bani, petrol și energie ieftine. Rușii cereau să aibă propriile lor instituții, inexistente datorită poziției tării, care se confunda cu cea a Uniunii Sovietice. Odată cu creșterea naționalismului rusesc au apărut tensiuni între cei care doreau menținerea unei uniuni dominate de Rusia și cei care doreau crearea unui puternic stat rusesc.
Aceste tensiuni au fost ilustrate de lupta politică dintre Gorbaciov și Boris Elțîn. Îndepărtat de Gorbaciov din marea politică unională în 1987, Elțîn, un comunist de modă veche, care numai disident nu putea fi caracterizat, a avut nevoie de o platformă politică alternativă pentru a-l învinge pe Gorbaciov. Această platformă politică antigorbaciovistă a fost una a naționalismului rusesc și a democratizării. Printr-o remarcabilă întorsătură a sorților politici, Elțîn a câștigat alegerile pentru funcția de președinte al Sovietului Suprem al Rusiei în mai 1990, devenind astfel primul președinte ales al țării. În următoarele luni au fost aprobate o serie de legi care dădeau prioritate legilor Rusiei în fața celor ale Uniunii și care stabileau cedarea numai a unei treimi a veniturilor bugetare rusești către bugetul unional.
Lovitura de stat din august 1991 condusă de comuniștii ultraconservatori a fost înfrântă rapid și datorită intervenției lui Elțîn. Complotiștii au dorit să salveze partidul comunist și Uniunea, în schimb au reușit să le grăbească dispariția.
Uniunea Sovietică a încetat să existe în mod oficial pe 25 decembrie 1991. Ultimul act al transferului de putere de la URSS la Rusia a fost făcut în momentul predării de către Gorbaciov a servietei cu codurile pentru lansare rachetelor nucleare către noul președinte rus, Boris Elțîn.

## Federația Rusă
De la mijlocul celui de al zecelea deceniu al secolului trecut, Rusia a avut un sistem electoral multipartit. Era însă foarte greu de numit un guvern stabil, reprezentativ, datorită a două probleme structurale: lupta dintre președinte și parlament și sistemul politic anarhic. Deși Elțîn era văzut în occident ca un democrat, concepția sa de președinție era de-a dreptul autocratică. El ori a acționat în locul propriului său prim-ministru (până în iunie 1992), sau a numit prim-miniștrii indiferent de părerea parlamentarilor.
În acest timp, mulțimea de partide mici și aversiunea lor pentru alianțe coerente a menținut legislativul într-o stare haotică. Fractura politică dintre președintele Elțîn și conducerea parlamentului a dus în 1993 la criza constituțională din septembrie-octombrie 1993. Această criză a avut punctul culminant pe 3 octombrie, când Elțîn a ales o soluție radicală să tranșeze disputa în favoarea sa: a chemat tancurile să deschidă focul împotriva Casei Albe rusești. Cum Elțîn a luat decizia neconstituțională de dizolvare a parlamentului, țara s-a aflat mai aproape de izbucnirea unui război civil ca niciodată de la izbucnirea revoluției din 1917. Elțîn a reușit să impună o constituție care asigura puteri sporite președintelui, constituție aprobată prin referendum în decembrie 1993. Votul din decembrie a asigurat însă un câștig electoral important pentru comuniști și naționaliști, ceea ce reflecta creșterea nemulțumirilor populare datorită costului reformelor economice neoliberale.
Deși Elțin a venit la putere adus de un uriaș val de optimism, el nu și-a mai refăcut niciodată cota de popularitate după ce Egor Gaidar a pus în practică reforma economică a "terapiei de șoc", prin care se punea capăt erei prețurilor controlate și/sau subvenționate de stat și liberaliza comerțul exterior în 1992. (Vezi și Economia Rusiei#Reforma economică din anii 1990). Reformele au dus la prăbușirea imediată a standardului de viață a unei importante părți a populației, în special al celor care beneficiaseră din plin de pe urma politicii sovietice de control al prețurilor și veniturilor, de subvenții și de programele de sprijin special. La sfârșitul secolului trecut, Rusia a suferit o scădere economică mult mai gravă decât suferiseră Statele Unite ale Americii și Germania în timpul marii crize economice din anii ’30.
Reformele economice au consolidat o oligarhie cu legături în lumea interlopă, cu adânci rădăcini în sistemul sovietic. Urmând sfaturile Băncii Mondiale și Fondului Monetar Internațional, Rusia a procedat la cel mai rapid și mai vast program de privatizare văzut până atunci în lume. În numai câțiva ani, comerțul cu amănuntul, comerțul engros, serviciile și mica industrie erau în mâini private. Cele mai mari întreprinderi au intrat în proprietatea foștilor lor manageri, dând naștere unei noi și bogate oligarhii ruse aflate în strânsă legătură cu elementele criminale sau cu investitorii străini. Pe de altă parte, mulți muncitori, datorită inflației și șomajului, au fost împinși spre sărăcie, prostituție și criminalitate. În același timp, guvernul a pierdut controlul asupra colectării banilor la bugetul central. În plină criză economică, economia Rusie a fost lovită și de crashul financiar din 1998.
Însă reîntoarcerea la economia planificată socialistă a părut de neconceput, spre ușurarea occidentalilor. Economia Rusiei și-a mai revenit după 1999 și datorită creșterii rapide a prețului petrolului, cea mai importantă marfă de export a țării, dar nivelurile de dezvoltare sunt încă mult departe de cele din epoca sovietică.
După criza financiară din 1998, Elțîn și-a încheiat cariera politică. La începutul anului 2000, Elțîn a anunțat în mod surprinzător că demisionează, lăsând conducerea țării în mâinile puțin cunoscutului la acea vreme prim-ministru Vladimir Putin, un fost ofițer  KGB și șef al urmașei poliției politice sovietice, FSB. În 2000, Putin și-a învins contracandidații în alegerile prezidențiale încă din primul tur. Putin a fost reales în 2004 cu 71% din voturi, iar aliații săi politici au câștigat alegerile legislative, observatorii internaționali și naționali remarcând însă numeroase neregularități. Observatorii internaționali au fost și mai alarmați de măsurile prezidențiale de creștere a controlului asupra parlamentului, societății civile și a conducătorilor de la nivelul regional.